# Emil Benecke
Emil Benecke   (Magdeburg, 4 d'octubre de 1898 - Riga, 12 d'agost de 1945) va ser un waterpolista i nedador alemany que va competir entre les dècades de 1910 i 1930.
El 1928 va prendre part en els Jocs Olímpics d'Amsterdam, on va guanyar la medalla d'or en la competició de waterpolo. Quatre anys més tard, als Jocs de Los Angeles, guanyà la medalla de plata en la mateixa competició. En el Campionat d'Europa fou segon el 1931 i tercer el 1926. Guanyà la lliga alemanya amb el Hellas SC Magdeburg de 1924 a 1926 i de 1928 a 1931. Abans de centrar-se en el waterpolo fou un destacat nedador, guanyant vuit campionats nacionals entre 1917 i 1922 en diferents distàncies i modalitats.
Va lluitar en la Segona Guerra Mundial i fou fer presoner al front rus, on va morir poc després del final de la guerra.